# كأس البرتغال 1963–64
كأس البرتغال 1963–64 هو الموسم 24 من كأس البرتغال. أقيم خلال الفترة 22 سبتمبر 1963 وحتى 5 يوليو 1964، وفاز فيه .